# Premio Fregene
Il premio Fregene è stato un premio letterario italiano che attribuiva annualmente un riconoscimento a personalità, italiane e straniere, che hanno contribuito con il loro impegno nel campo letterario, artistico, scientifico e professionale alla crescita della società, riflettendo su attualità e storia. La prima edizione del premio si è svolta nel 1979 da un'idea del giornalista Gino Pallotta. 
Le premiazioni dell'evento si svolgevano d'estate nel centro balneare di Fregene nel comune di Fiumicino. Ha cessato l'attività con l'ultima edizione tenutasi nel 2014.

## Edizioni e vincitori

### 1ª Edizione 1979
| Sezione                    | Opera                                                         | Autore                                     |
| -------------------------- | ------------------------------------------------------------- | ------------------------------------------ |
| Saggistica                 | Libro bianco sull'ultima generazione, Garzanti                | Alberto Ronchey                            |
| Narrativa                  | Il pianeta irritabile, Garzanti                               | Paolo Volponi                              |
| Poesia                     | Stanze sulla polveriera, Rusconi                              | Pietro Cimatti                             |
| Letteratura                | per "una vita dedicata alla valorizzazione della letteratura" | Leonida Repaci                             |
| Storia e Tradizioni Locali | Lazio rustico e sconosciuto, Newton Compton                   | Livio Jannattoni                           |
| Territorio e Ambiente      | Alle radici della violenza, Liguori                           | Franco Ferrarotti                          |
| Satira Politica            | Cambiare musica, Editori Riuniti                              | Mario Melloni                              |
| Ricerca Scientifica        | La planetologia, Newton Compton                               | Marcello Fulchignoni                       |
| Giornalismo Televisivo     | per "informazione politica", TG1 per "Gulliver", TG2          | Nuccio Fava e Giuseppe Fiori Ettore Masina |
| Inchieste Civili-Sociali   | Processo per stupro                                           | RAI TV, Rete 2                             |

### 2ª Edizione 1980
| Sezione                        | Opera                                       | Autore                |
| ------------------------------ | ------------------------------------------- | --------------------- |
| Saggistica                     | A ogni morte di Papa, Rizzoli               | Giulio Andreotti      |
| Narrativa                      | Madre e Figlia, Einaudi                     | Francesca Sanvitale   |
| Poesia                         | Il superfluo, Mondadori                     | Elio Filippo Accrocca |
| Narrativa Opera Prima          | Nero di Puglia, Feltrinelli                 | Antonio Campobasso    |
| Storia e Civiltà Contemporanea | L'Italia dei laici, Le Monnier              | Giovanni Spadolini    |
| Tradizioni Locali              | Nuove passeggiate romane, Newton Compton    | Sabatino Moscati      |
| Ricerca Culturale              | Nel cosmo alla ricerca della vita, Garzanti | Piero Angela          |
| Giornalismo                    | per "La complessiva opera professionale"    | Sergio Zavoli         |

### 3ª Edizione 1981
| Sezione                        | Opera                                                                                               | Autore                            |
| ------------------------------ | --------------------------------------------------------------------------------------------------- | --------------------------------- |
| Saggistica                     | Il buon paese, Longanesi                                                                            | Enzo Biagi                        |
| Narrativa                      | Il primo libro di Li Po, Mondadori                                                                  | Vittorio Saltini                  |
| Storia e Civiltà Contemporanea | Gli anni della Casa Bianca, Sugarco                                                                 | Henry Kissinger                   |
| Poesia                         | Il vento del domani, Newton Compton                                                                 | Evgenij Aleksandrovič Evtušenko   |
| Biografie                      | La bella Otero, Rusconi                                                                             | Massimo Grillandi                 |
| Ricerca Culturale              | Lo specchio greco, SEI                                                                              | Grytzko Mascioni                  |
| Territorio e Ambiente          | Roma un'altra città, Newton Compton                                                                 | Paolo Portoghesi                  |
| Storia e Tradizioni Locali     | Vedere e capire Roma, Roma Centro Storico Editore                                                   | Armando Ravaglioli                |
| Inchieste                      | Terremoto, Garzanti                                                                                 | Giovanni Russo, Corrado Stajano   |
| Giornalismo                    | per "La sua opera complessiva"                                                                      | Vittorio Emiliani                 |
| Ricerca Scientifica            | per "I suoi studi sulla psicologica sull'infanzia, per "I suoi studi nel campo della traumatologia" | Adriano Ossicini Lamberto Perugia |

### 4ª Edizione 1982
| Sezione                           | Opera                                                     | Autore                                                                                  |
| --------------------------------- | --------------------------------------------------------- | --------------------------------------------------------------------------------------- |
| Premio Internazionale Letteratura | per "La sua opera complessiva"                            | Tennessee Williams                                                                      |
| Storia e Civiltà Contemporanea    | Diari, Sugarco                                            | Pietro Nenni                                                                            |
| Saggistica                        | Ottobre addio, Mondadori                                  | Giampaolo Pansa                                                                         |
| Narrativa                         | Vivendo Anna, SEI                                         | Diana Torrieri                                                                          |
| Giornalismo                       | per "La complessiva opera professionale"                  | Indro Montanelli                                                                        |
| Ricerca Scientifica               | per "I suoi studi nel campo del diritto"                  | Antonio De Stefano                                                                      |
| Inchieste                         | Peccato Capitale. La droga a Roma, Edizioni Dedalo        | Antonio Manca, Eugenio Santoro, Anna Maria Mammoliti, Carlo Patrizi e Giovanni Bandiera |
| Storia e Tradizioni Locali        | Sonetti "P'ammazzà la morte                               | Antonello Trombadori                                                                    |
| Territorio e Ambiente             | La palude dei papi, Newton Compton                        | Vittorio d'Erme                                                                         |
| Ricerca e Divulgazione Culturale  | Dizionario della letteratura contemporanea, Motta Editore | Federico Motta Editore                                                                  |
| Manualistica Sportiva             | Il manuale del calcio, Newton Compton                     | Paulo Roberto Falcão                                                                    |
| Premio Speciale della Giuria      | L'amore è difficile, Rizzoli                              | Albertina Repaci                                                                        |

### 5ª Edizione 1983
| Sezione                          | Opera                                                                                  | Autore                   |
| -------------------------------- | -------------------------------------------------------------------------------------- | ------------------------ |
| Premio Internazionale Saggistica | per "La sua opera complessiva"                                                         | Arthur Schlesinger       |
| Scienza                          | per "La sua opera complessiva"                                                         | Rita Levi Montalcini     |
| Narrativa                        | Il curioso delle donne, Mondadori                                                      | Alberto Bevilacqua       |
| Storia e Civiltà Contemporanea   | Sessant'anni d'avventure e battaglie, Rizzoli per Le pagine biografiche di Leo Valiani | Leo Valiani Massimo Pini |
| Saggistica                       | Pertini racconta, Rizzoli                                                              | Gianni Bisiach           |
| Biografia                        | Il ragazzo rosso, Mondadori                                                            | Gian Carlo Pajetta       |
| Poesia                           | Il viaggio di nozze, Spirali                                                           | Claudio Angelini         |
| Giornalismo                      | per "La sua opera complessiva"                                                         | Gianni Letta             |
| Storia dello Spettacolo          | Storia del teatro contemporaneo, Lucarini                                              | Mario Verdone            |
| Divulgazione Scientifica         | Mondadori                                                                              | Luciano Caglioti         |
| Ricerca Socio-Economica          | Lavoro e politica sociale nella Comunità Europea, Palumbo                              | Gian Piero Orsello       |
| Storia e Tradizioni Locali       | Gli etruschi del mare, Longanesi                                                       | Mauro Cristofani         |
| Manualistica Sportiva            | Storia fotografica della Roma, Newton Compton                                          | Lino Cascioli            |

### 6ª Edizione 1984
| Sezione                                 | Opera | Autore                                             |
| --------------------------------------- | --- | -------------------------------------------------- |
| Premio Internazionale Ricerca Culturale | per "il suo contributo all’evoluzione civile e culturale sul piano internazionale"                                     | Melina Merkouri                                    |
| Scienza                                 | per "La sua opera complessiva"                                                                                         | Edoardo Amaldi                                     |
| Narrativa                               | Cacciatori di navi, Mondadori                                                                                          | Folco Quilici                                      |
| Ricerca Scientifica                     | Pietro in Vaticano, Istituto Poligrafico dello Stato                                                                   | Margherita Guarducci                               |
| Saggistica                              | Un Dio simpatico, Rizzoli                                                                                              | Maria Fida Moro                                    |
| Storia e Civiltà Contemporanea          | Di là dal cuore, Mondadori                                                                                             | Giorgio Bassani                                    |
| Biografie                               | Cristoforo Colombo, Mondadori                                                                                          | Gianni Granzotto                                   |
| Letteratura                             | Miti finzioni e buone maniere di fine millennio, Rusconi                                                               | Walter Pedullà                                     |
| Editoria                                | Sugarco nel 25° della sua attività                                                                                     | Paolo Pillitteri                                   |
| Tradizioni Popolari                     | La cucina casareccia, Newton Compton                                                                                   | Ave Ninchi                                         |
| Informazione e Comunicazione            | Dalla selce al silicio, Guttenberg                                                                                     | Giovanni Giovannini                                |
| Informazione Periodica                  | Ulisse 2000, Alitalia                                                                                                  | Egidio Perini                                      |
| Premio Speciale della Giuria            | La Terra senza il mare, Feltrinelli                                                                                    | Umberto Galimberti                                 |
| Menzione Speciale                       | I papi, Newton Compton Delitto contro l'ordine costituzionale, Pàtron                                                  | Claudio Rendina Ettore Gallo                       |
| Menzione Speciale                       | I papi, Newton Compton Delitto contro l'ordine costituzionale, Pàtron Pubblicazioni di Informatica e Telecomunicazioni | Claudio Rendina Ettore Gallo Equipe di Studio Stet |
| Premio del Presidente                   | Col cielo addosso, SEI                                                                                                 | Gianni Giorgianni                                  |

### 7ª Edizione 1985
| Sezione                                     | Opera                                                          | Autore                             |
| ------------------------------------------- | -------------------------------------------------------------- | ---------------------------------- |
| Premio Internazionale Scienza               | "La meraviglia di essere uomo", Armando Editore                | John Eccles                        |
| Scienza                                     | per "I suoi studi nel campo dell'Etruscologia"                 | Massimo Pallottino                 |
| Storia e Civiltà Contemporanea              | Lineamenti di filosofia della scienza, Mondadori               | Ludovico Geymonat                  |
| Ricerca Scientifica                         | Tecnologia domani, Laterza Seat                                | Antonio Ruberti                    |
| Divulgazione Culturale                      | L'ABC dell'informatica, Mondadori                              | Equipe di Studio Sip               |
| Narrativa                                   | Villa Mimosa, Mondadori                                        | Nantas Salvalaggio                 |
| Premio per la Presidente per la Letteratura | Isolina, Mondadori                                             | Dacia Maraini                      |
| Biografie                                   | Lorenzaccio, Newton Compton                                    | Marcello Vannucci                  |
| Tradizioni Popolari                         | L'Italia segreta delle donne, Newton Compton                   | Adele Cambria                      |
| Storia e Saggistica della Letteratura       | Il condizionale di Didone, Edizioni Scientifiche Italiane      | Mario Petrucciani                  |
| Giornalismo                                 | Veleno, Sugarco Radio anch'io, Mondadori                       | Costanzo Costantini Gianni Bisiach |
| Editoria                                    | Editalia nel 25° della sua attività                            | Lidio Bozzini                      |
| Letteratura Sportiva                        | Antologia della letteratura sportiva italiana, Stampa Sportiva | Giuseppe Brunamontini              |

### 8ª Edizione 1986
| Sezione                                              | Opera | Autore                            |
| ---------------------------------------------------- | --- | --------------------------------- |
| Premio Internazionale Letteratura                    | La vita di Karen Blixen, Feltrinelli                                                                        | Judith Thurman                    |
| Premio Fregene per il quarantennale della Repubblica | per "la conoscenza, gli studi e il contributo dato al servizio dello Stato, alla vita delle istituzioni"    | Antonio Maccanico                 |
| Scienza                                              | Un male curabile, Mondadori                                                                                 | Umberto Veronesi                  |
| Saggistica Politica                                  | La sera andavamo in Via Veneto, Mondadori                                                                   | Eugenio Scalfari                  |
| Ricerca Scientifica                                  | per "i suoi studi nel campo della scienza delle finanze, nel diritto finanziario e nell’economia aziendale" | Franco Reviglio                   |
| Giornalismo                                          | per "la sua complessiva opera professionale"                                                                | Pietro Ostellino                  |
| Filosofia Morale                                     | Palpitare di nessi, Armando Editore                                                                         | Danilo Dolci                      |
| Documentazione Storica                               | I cinque anni che cambiarono l'Italia, Newton Compton                                                       | Aldo De Jaco                      |
| Ricerca Sociale                                      | L'arcipelago carcere, Sugarco                                                                               | Anna Pavone, Antonio Turco        |
| Spettacolo e Divulgazione Culturale                  | "Conduttrice televisiva" "Ideatore di programmi"                                                            | Enrica Bonaccorti Brando Giordani |
| Società e Lavoro                                     | Attività professionali emergenti, FrancoAngeli                                                              | Nicola Cacace                     |
| Premio Speciale della Giuria, alla Memoria           | per "i suoi servizi giornalistici contro la criminalità organizzata e per la libertà della cultura"         | Giuseppe Marrazzo                 |

### 9ª Edizione 1987
| Sezione                    | Opera                                                                                        | Autore             |
| -------------------------- | -------------------------------------------------------------------------------------------- | ------------------ |
| Scienza                    | per "la sua opera complessiva nel campo delle scienze fisiche"                               | Carlo Rubbia       |
| Saggistica Storica         | Studi su Gobetti, Passigli e Bloc Notes, Longanesi                                           | Giovanni Spadolini |
| Storia e Preistoria        | per "le scoperte nel campo dell’Antropologia"                                                | Donald C. Johanson |
| Biografie                  | Donna & Top manager, Rizzoli                                                                 | Gaspare Barbellini |
| Comunicazione e Tecnologia | per "il rinnovamento tecnologico nel sistema radiotelevisivo"                                | Biagio Agnes       |
| Letteratura                | L'allegra brigata, Newton Compton                                                            | Ettore Paratore    |
| Narrativa                  | Romanza, Mondadori                                                                           | Sergio Zavoli      |
| Poesia                     | La sapienza del cuore, Rusconi                                                               | Luciano Luisi      |
| Opera Prima                | Oltre il confine della notte, Vallecchi                                                      | Dina D'Isa         |
| Relazioni Istituzionali    | per "i suoi studi nel campo dell'informazione"                                               | Alberto Meomartini |
| Giornalismo                | per "l’esperienza acquisita nell’applicazione di formule giornalistiche alla carta stampata" | Franco Magagnini   |
| Menzione Speciale          | Ricerca Facoltà di Scienze - Università La Sapienza                                          | Vincenzo Carunchio |

### 10ª Edizione 1988
| Sezione                       | Opera                                                     | Autore                        |
| ----------------------------- | --------------------------------------------------------- | ----------------------------- |
| Premio Internazionale Scienza | Ingegneri della vita, Sperling & Kupfer                   | Renato Dulbecco               |
| Saggistica                    | per "la sua opera complessiva"                            | Giulio Andreotti              |
| Poesia                        | Vocalizzi, Longanesi                                      | Vittorio Gassman              |
| Narrativa                     | Viaggio nell'aldilà, Newton Compton                       | Franco Piccinelli             |
| Biografie                     | Ritratti, Rizzoli                                         | Indro Montanelli              |
| Divulgazione Culturale        | per "il contributo dato al successo del Salone del Libro" | Maria Magnani Noya            |
| Ricerca Letteraria            | L'inchiesta, Mondadori                                    | Alberto La Volpe e Marco Leto |
| Premio del Presidente         | Sospinta da folate di emozioni, Sonzogno                  | Ilaria Rattazzi               |

### 11ª Edizione 1989
| Sezione                        | Opera                                                                   | Autore                             |
| ------------------------------ | ----------------------------------------------------------------------- | ---------------------------------- |
| Saggistica                     | La carriera vale una vita?, Rizzoli                                     | Furio Colombo                      |
| Storia e Civiltà Contemporanea | I colori della speranza, Rusconi                                        | Gennaro Acquaviva                  |
| Filosofia della Scienza        | Psicoanalisi, Rusconi                                                   | Adolf Grünbaum                     |
| Società e Cultura              | All'erta siam razzisti, Mondadori                                       | Rosellina Balbi                    |
| Biografie                      | Berlinguer, Laterza                                                     | Giuseppe Fiori                     |
| Costume                        | Superveleno, Newton Compton                                             | Costanzo Costantini                |
| Società e Comunicazione        | per "il rapporto tra grandi mezzi di comunicazione e opinione pubblica" | Nuccio Fava e la redazione del TG1 |
| Storia e Tradizioni Locali     | Storia di Firenze, Newton Compton                                       | Marcello Vannucci                  |
| Premio Speciale Opera Prima    | Il mio viaggio nell'incredibile, Technipress                            | Maria Rosaria Omaggio              |